# Cliomantis obscura
Cliomantis obscura es una especie de mantis de la familia Amorphoscelidae.

## Distribución geográfica
Se encuentra en el oeste de Queensland (Australia).